# Grottes de Payre
Pour les articles homonymes, voir Payre (homonymie).
Les grottes de Payre sont des sites préhistoriques de la moyenne vallée du Rhône, situés à l'extrémité sud-est des gorges de la rivière Payre, sur la commune de Rompon, en Ardèche, dans la région Auvergne-Rhône-Alpes. Elles tirent leur nom du hameau voisin de Payre, qui se trouve sur le territoire de la commune du Pouzin, limitrophe de Rompon. Elles ont notamment livré une industrie moustérienne du Paléolithique moyen.

## Historique
Les grottes de Payre semblent connues depuis la Seconde Guerre mondiale. Payre III livre du matériel archéologique du Néolithique dès 1941. Les fouilles réalisées entre 1946 et 1951 par E. Beaux, reprises en 1965 par S. Nikitine, livrent des bifaces, des perles et pendeloques, des haches polies et une hache de cuivre. Ces découvertes attestent d’une occupation moustérienne, remaniée au Néolithique.
Un sondage effectué en 1950 par E. Beaux et J. Combier met en évidence les restes d’une faune de climat froid, sans industrie humaine. Entre 1952 et 1954, un autre sondage dans Payre I montre également des industries du Paléolithique moyen remaniées par une inhumation néolithique ou mésolithique, et des restes de faune dont le Rhinocéros de Merck.
Les fouilles de Payre II ont repris de 1990 à 2002, conduites par les préhistoriennes Marie-Hélène Moncel et Marylène Patou-Mathis, et ont d'abord montré que des dégâts imputables à des sondages clandestins avaient affecté le site.

## Géologie
Le massif des Grads ou Gras, entre Privas et le Rhône d’une part, les vallées de l’Ouvèze au Nord et de la Payre au Sud, est un ensemble de collines et de plateaux calcaires sculptés par l’érosion. Le site se trouve sur des terrains de calcaire blanc jurassique. La rivière Payre draine d’importants blocs et galets, généralement de basalte tertiaire, depuis les flancs du massif du Coiron où elle prend sa source.

## Description
Les contreforts des Grads forment une série de terrasses en escalier. Autour d’une grande terrasse sont disposées plusieurs cavités. Il s’agit d’un ancien réseau karstique composé de deux grottes et trois abris-sous-roche. La terrasse, d’une largeur de 10 m pour une longueur de 15 m, est orientée vers le Sud-Est et très inclinée (30 à 45°) vers la vallée.
Le site comprend plusieurs cavités :
- la grotte de Payre I, à gauche, profonde de 10 m, est bouchée par des sédiments ;
- la grotte de Payre II est en fait une forte concavité de la paroi. C’est le reste témoin d’un vaste abri composé de plusieurs diverticules plus ou moins profonds ;
- la grotte de Payre III s’ouvre sur une terrasse inférieure.

Les grottes de Payre I et II formaient un unique complexe, qui se serait dégradé au fur et à mesure du recul progressif de la falaise.

## Chronologie
L'occupation humaine du site de Payre s'étend du Pléistocène moyen récent au début du Pléistocène supérieur, de la fin du stade isotopique 8 au début du stade isotopique 5 selon les datations radiométriques et paléoenvironnementales. Des fossiles néandertaliens y ont été découverts.

## Industrie lithique
Les fouilles menées de 1990 à 2002 ont permis de collecter des outils moustériens, fabriqués sur place. Tout au long de la séquence stratigraphique, une chaîne opératoire principale de débitage Discoïde sur éclats et blocs de silex et quartz côtoie trois à cinq autres chaînes opératoires secondaires selon les niveaux. Les petits outils (environ 15 % de l'assemblage) sont avant tout en silex et en quartz et sont des racloirs et des outils convergents. Quelques outils sur éclat de grande dimension sont en quartzite, plus rarement en quartz et basalte. De rares outils bifaciaux sur grands éclats de silex ont été découverts ponctuellement à la base de la séquence stratigraphique.

## Paléofaune
Le site de Payre était très favorable à l’occupation humaine. Il se trouvait à la confluence de la vallée du Rhône, des gorges de la Payre, et du plateau calcaire. L’eau voisinait donc avec une flore et surtout une faune variée.
La thèse de C. Guérin sur les Rhinocéros (1980) signale également des ossements de cheval, de cervidés, de bouquetin, d’ours, de loup et de castor.